# Хулудао
Хулуда́о (кит. упр. 葫芦岛, пиньинь Húludǎo) — городской округ в провинции Ляонин КНР.

## История
Люди селились в этих местах с древнейших времён. При империи Мин в этих местах прошла одна из частей Великой стены, и тогда же был построен укреплённый пункт Синчэн. Во времена империи Цин эти места вошли в состав уезда Цзиньсянь (锦县) Цзиньчжоуской управы. После Синьхайской революции западная часть уезда Цзиньсянь была в 1913 году выделена в отдельный уезд Цзиньси (锦西县, «запад уезда Цзинь»), на территории которого в 1945—1948 годах шли крупные сражения между КПК и Гоминьданом.
После образования КНР была создана провинция Ляоси, и эти места вошли в её состав. В 1954 году провинции Ляоси и Ляодун были объединены в провинцию Ляонин, которая была разделена на «специальные районы», и эти места с 1955 года оказались в составе Специального района Цзиньчжоу (锦州专区). В 1958 году Специальный район Цзиньчжоу был расформирован, а входившие в его состав административные единицы перешли под юрисдикцию властей Цзиньчжоу. В 1965 году Специальный район Цзиньчжоу был образован вновь, но в 1968 году опять был расформирован, а входившие в его состав административные единицы опять перешли под юрисдикцию властей Цзиньчжоу.
В 1982 году Цзиньси получил статус городского уезда, а в 1986 году городским уездом стал Синчэн. В 1989 году район Хулудао, уезд Суйчжун и городские уезды Цзиньси, Синчэн городского округа Цзиньчжоу, а также уезд Цзяньчан городского округа Чаоян были выделены в отдельный городской округ Цзиньси; при этом городской уезд Цзиньси был преобразован в район Ляньшань в его составе, а район Наньпяо городского уезда Цзиньси перешёл под юрисдикцию властей городского округа. В 1994 году городской округ Цзиньси был переименован в Хулудао (район Хулудао был при этом переименован в Лунган).

## Административно-территориальное деление
Городской округ Хулудао делится на 3 района, 1 городской уезд, 2 уезда:
| Карта | Карта          | Карта    | Карта     | Карта          | Карта                   | Карта         | Карта                      |
| ----- | -------------- | -------- | --------- | -------------- | ----------------------- | ------------- | -------------------------- |
|       |                |          |           |                |                         |               |                            |
| #     | Статус         | Название | Иероглифы | Пиньинь        | Население (2003, прим.) | Площадь (км²) | Плотность населения (/км²) |
| 1     | Район          | Лунган   | 龙港区    | Lónggǎng qū    | 170 000                 | 138           | 1232                       |
| 2     | Район          | Ляньшань | 连山区    | Liánshān qū    | 620 000                 | 1653          | 375                        |
| 3     | Район          | Наньпяо  | 南票区    | Nánpiào qū     | 150 000                 | 512           | 293                        |
| 4     | Городской уезд | Синчэн   | 兴城市    | Xīngchéng shì  | 560 000                 | 2147          | 261                        |
| 5     | Уезд           | Суйчжун  | 绥中县    | Suízhōng xiàn  | 620 000                 | 2764          | 224                        |
| 6     | Уезд           | Цзяньчан | 建昌县    | Jiànchāng xiàn | 610 000                 | 3161          | 193                        |

## Экономика
Основу энергетики составляют четыре энергоблока АЭС «Сюйдапу» компании China National Nuclear Corporation. 
Уезд Синчэн является крупнейшим в мире производителем купальников.